# Нугху
Нугху (англ. Nughu) — остров, входящий в состав архипелага Соломоновы острова. Административно относится к провинции Гуадалканал. Находится в бассейне Тихого океана. Остров находится недалеко от более крупных Островов Нггелы. Всю площадь острова занимают высокие (около 38 метров) деревья, а вокруг находится коралловый риф.